# Abla Farhoud
Abla Farhoud (1945-1 de diciembre de 2021) fue una escritora canadiense de origen libanés que vivió en Quebec.

## Biografía
Farhoud nació en el pueblo de Ain-Hirsché y vino con su familia a Montreal en 1951. Al final de su adolescencia, se convirtió en comediante, actuando en la televisión Radio-Canada. Regresó al Líbano con su familia en 1965. Luego, en 1969, se fue a París, donde estudió teatro en la Universidad de París VIII. Regresó a Quebec en 1973 y obtuvo una maestría en teatro de la Universidad de Quebec en Montreal. Su obra Les filles du 5-10-15 ¢ se representó en el Festival de la Francofonía en Limousin, en 1992. Su obra La Possession du Prince recibió el Prix de Théâtre et Liberté de la Sociedad de Autores y Compositores Dramáticos francesa. Su escritura incorpora la jerga de Quebec "joual", francés, francés coloquial, árabe libanés coloquial, inglés y árabe.

## Obra

### Obras de teatro
- Quand j'étais grande (1983), traducido al inglés como When I was grow up por Jill MacDougall[4]
- Les Filles du 5-10-15 ¢ (1993), traducido al inglés como The Girls from the Five and Ten por Jill MacDougall[5]
- La Possession du prince (1993)
- Jeux de paience (1994), traducido al inglés como Game of Patience por Jill MacDougall[6]
- Quand le vautour danse (1997), traducido al inglés como Birds of Prey por Jill MacDougall
- Les Rues de l'alligator (1998)
- Maudite machine (1999)[7]

### Novelas
- Le bonheur a la queue glissante (1998), recibió el Prix France-Québec
- Soledad espléndida (2001)
- Le fou d'Omar (2005)
- Le Sourire de la Petite Juive (2011), traducido al inglés como Hutchison Street por Judith Weisz Woodworth (2018)
- Au grand soleil cachez vos filles (2017)
- Le Dernier des snoreaux (2019)
- Havre-Saint-Pierre, pour toujours (2022)